# Langenamming
Langenamming ist ein Ortsteil der Stadt Osterhofen im niederbayerischen Landkreis Deggendorf.

## Lage
Langenamming liegt etwa 5 km südlich von Osterhofen. Weiterhin ist die Ortschaft nur jeweils einen Kilometer von den Hauptverkehrsstraßen St2115 und DEG37 entfernt. Durch das Dorf fließt der Gessenbach, welcher in der Dorfmitte in den Angerbach einläuft.

## Geschichte
Als man vor Jahren mit einem Landwirt über seinen Hofacker ging, fand man Flinte( Feuersteine) in Menge, auch Steinbeile und Teile von Steinäxten. In einer Vitrine des Heimatmuseums Osterhofen liegen ein paar Prachtstücke des Fundes. Diese prähistorischen Relikte lassen auf eine Besiedlung des Ortes vor 7.000 Jahren schließen.
Nach der letzten Eiszeit vor 10.000 Jahren wandte sich der Mensch unter dem Zwang klimatischer Verhältnisse dem Landbau zu – aus den Sammlern wurden Ackerbauern, aus Jägern wurden Viehhalter. Diese frühe Agrikultur wanderte vom fruchtbaren Orient über den Balkan und Ungarn nach Niederösterreich und erreichte Niederbayern vor 5.000/6.000 Jahren.
1198 wird in einem ersten urkundlichen Nachweis ein Ezilo de Amming genannt. Er ist einer der Freien, wie man sie in vielen Orten findet, dem niederen Adel angehörig, meist als Dienstleute in höheren Diensten stehend, in diesem Fall des Hochstifts Bamberg. Im Mittelalter unterschied man bereits in Langenamming und Bruderamming; erstes ein stattliches Reihendorf, letzteres weist mit Bruder auf klösterliche Herrschaft hin. Der Stammvater war ein Ammo.
Anlässlich der Gebietsreform in Bayern wurde die damalige Landgemeinde (mit den Ortschaften Bruderamming, Langenamming, Vierhöfen, Untergessenbach, Schmiedorf, Arbing-Feld, Obergessenbach, Haunpolding, Holzapfelöd, Windhag, Aurolfing, Königsöd, Reisach, Schneiping, Werafing, Maging und Hitzental) und acht weiteren Gemeinden am 1. Januar 1972 in die Stadt Osterhofen eingegliedert.